# Кладје над Бланцо
Кладје над Бланцо (словен. Kladje nad Blanco) је насељено место у општини Севница, Посавска регија, Словенија.

## Историја
До територијалне реорганизације у Словенији било је у саставу старе општине Севница.

## Становништво
У попису становништва из 2011. године, Кладје над Бланцо је имало 147 становника.
| Број становника према пописима | Број становника према пописима | Број становника према пописима |
| ------------------------------ | ------------------------------ | ------------------------------ |
| 1991                           | 2002                           | 2011                           |
| 153                            | 150                            | 147                            |

Напомена: До 1953. исказивано под именом Кладје.